# Love (John Lennon)
Love è una ballata di John Lennon, pubblicata in origine nell'album John Lennon/Plastic Ono Band del 1970, e fatta uscire come singolo nel 1982.

## Il brano
La canzone, una delle composizioni più minimali e semplici di Lennon, fu pubblicata per la prima volta nell'album John Lennon/Plastic Ono Band. Love apparve successivamente nella compilation del 1982 The John Lennon Collection, e fu pubblicata come singolo promozionale per la collezione. La versione del singolo è un remix della traccia originale, in cui la maggior parte delle differenze si hanno nell'introduzione e nel finale del piano (suonato da Phil Spector) mixato allo stesso volume del resto della canzone; nella versione originale dell'album, questa parte incomincia molto più piano ed incrementa il volume.
Una registrazione alternativa della canzone appare nel box set John Lennon Anthology.
La copertina del singolo di Love fu tratta dalla famosa fotografia scattata da Annie Leibovitz l'8 dicembre 1980 - il giorno della morte di John Lennon.

## Tracce singolo
1. Love [remix] - 3:24
2. Gimme Some Truth - 3:16